# موفق خضر
موفق خضر هو كاتب عراقي له تأثير هام في مسيرة الأدب العراقي، وأصغر قاص في العراق ينشر قصة وهو بعمر 14 سنة فقط.

## حياته
درس موفق خضر في ثانوية الكرخ مع صديقه الشاعر سامي مهدي وتخرج منها قبل ثورة 14 تموز سنة 1958م، وانتقل مدرساً إلى مدينة النجف، وأشرف على زاوية القصة القصيرة في مجلة ألف باء، كما كان مديراً عاماً لدار الجاحظ. وفي مقالة بعنوان «موفق خضر» لـ«سامي مهدي» قال فيها:
«كان موفق خضر واحداً من أصدقاء العمر القليلين، أعني الحميمين. بدأت علاقتي به عند بدء السنة الدراسية 1956 – 1957 حين انتقلت من متوسطة فيصل إلى ثانوية الكرخ. فقد جمعنا صف واحد هو الصف الرابع الأدبي، وجلسنا، مصادفة، على مصطبة (رحلة) واحدة، وبقينا كذلك طوال هذه السنة والسنة التي تلتها، فنشأت بيننا صداقة حميمة، رسخها في ما بعد تاريخ مشترك من المصادفات، فقد كانت هذه المصادفات تجمعنا كلما فرقتنا سبل الحياة، وبذلك امتدت صداقتنا حتى وافاه الأجل عام 1981.. فحين أنهينا دراستنا الثانوية عام 1958 دخل كلانا كلية الآداب على غير اتفاق، فدرس هو فيها علم الاجتماع ودرست علم الاقتصاد. وحين تخرجنا فضل هو التدريس وفضلت أنا غيره، ولكننا عدنا فالتقينا عام 1968 في مجلة ألف باء هو مشرفاً على زاوية القصة القصيرة، وأنا محرراً لصفحات المجلة الأدبية. وحين فرقتنا الظروف مرة أخرى عدنا فالتقينا عام 1980 في وزارة الثقافة والإعلام، هو مديراً عاماً لدار الجاحظ، وأنا مديراً عاماً للشؤون الثقافية ودار الرشيد، وكلتاهما تقعان في مبنى واحد. ومن المفجع أنني ورثت عنه إدارياً دار الجاحظ وأنا من وقع كتاب ترقين قيده بعد وفاته. وقعته والدموع تنهمر من عيني..»
سجل موفق خضر إسمه كأصغر قاص عراقي وطالب في الدراسة المتوسطة ينشر قصة وهو بعمر 14 عاماً، كانت قصته الأولى بعنوان: «الشقية»، التي نشرت في جريدة «أنباء الساعة» البغدادية يوم 27 تموز عام 1954م؛ تميزت هذه القصة بأسلوبها المتفرد في فن الحوار القصصي، ويرجع ذلك إلى تأثره الشديد بكاتب العصر الفيكتوري «تشارلز ديكنز»، كما ارتاد موفق خضر التجمعات الثقافية التي كانت منتشرة في بعض مقاهي بغداد وهو طالب في الثانوية.
تولى موفق خضر مسؤولية الاشراف على قسم المذيعين بإذاعة بغداد في الستينيات، وشارك في الأيام الثقافية التي أقامتها العراق في دمشق بداية عام 1979م بصفته مديراً عاماً لدار الشؤون الثقافية، كما قام بكتابة حوار فلم «الأسوار» لعبد الرحمن الربيعي.

## أعماله
روايته «المدينة تحتضن الرجال» صدرت عام 1960م، وهو ما يزال طالبا في الجامعة، وموضوعها يتحدث عن شاب أضطر لقطع دراسته في بغداد اعقاب انتفاضة 1956م الشعبية التي شهدها العراق رفضاً للعدوان الثلاثي على مصر، حيث التجأ هذا الشاب عند اقاربه في الناصرية، وهذه الرواية تدل على عمق الشعور الوطني للمؤلف من خلال اختياره تداعيات العدوان على مصر وما كانت تمثله في الوعي الجمعي العروبي في تلك المدة المعروفة في التاريخ العراقي. وله رواية أخرى بذات المضمون الوطني بعنوان «الاغتيال والغضب» نشرت سنة 1979م، وللناقد باسم عبد الحميد حمودي رأي في هذه الرواية ثبته في كتابه «رحلة مع القصة العراقية»؛ إذا قال فيه:
«إن رواية الاغتيال والغضب تستند إلى ديالكتيك حدثي مدهشّ، والقاص في الرواية كائن حالم، يمتلك القدرة على التصوير الفني المعتمد على الواقع متطلعاً إلى المستقبل، وهو بهذه الصورة إنسان رافض لكل ما يشوه التجربة الإنسانية، ولكل ما يعيق الإنسان عن مستقبله الأفضل، وإن نماذج موفق تحب الحياة، وتثق بها وتمنحها تجربتها الكاملة رغم وعيها للواقع المتغير ولممكناته، فالأبطال ينشدون إلى الواقع ليقاوموا الجانب الرديء منه، وينهلوا من جانبه الغض، الامل الشديد الضياء، وإن هموم موفق خضر في قصصه، هموم عامةً يطغي فيها الموضوعي على الذاتي، ويتدخل الذاتي بالموضوعي مشكلاً جزءاً منه، ولغة موفق تتميز بإشراقها الهادئ، يبدأها بجمل وصفية ثم ينطلق منها إلى الحوار والمنولوغ، لينتهي بنهاية مرتبطة بالبدايات في وحدة درامية متشددة التفاصيل للغاية.»
وقد اختيرت هذه الرواية من بين أفضل مائة رواية عربية خلال القرن العشرين في أعمام اتحاد كتاب العرب بدمشق، كما ألف موفق خضر كتباً أخرى، وهي:
- «الانتظار والمطر» سنة 1962م.
- «مرح في فردوس صغير» سنة 1968م.
- «ألق ما بيديك» سنة 1970م.
- «نهار متألق» سنة 1974م.
- «أغنية الاشجار»، صدرت سنة 1977م في 150 صفحة بواسطة وزارة الاعلام - الجمهورية العراقية.
- «الأعمال الكاملة - القصص» صدرت سنة 1981م في 500 صفحة بواسطة دار الرشيد للنشر.